# Černé Budy

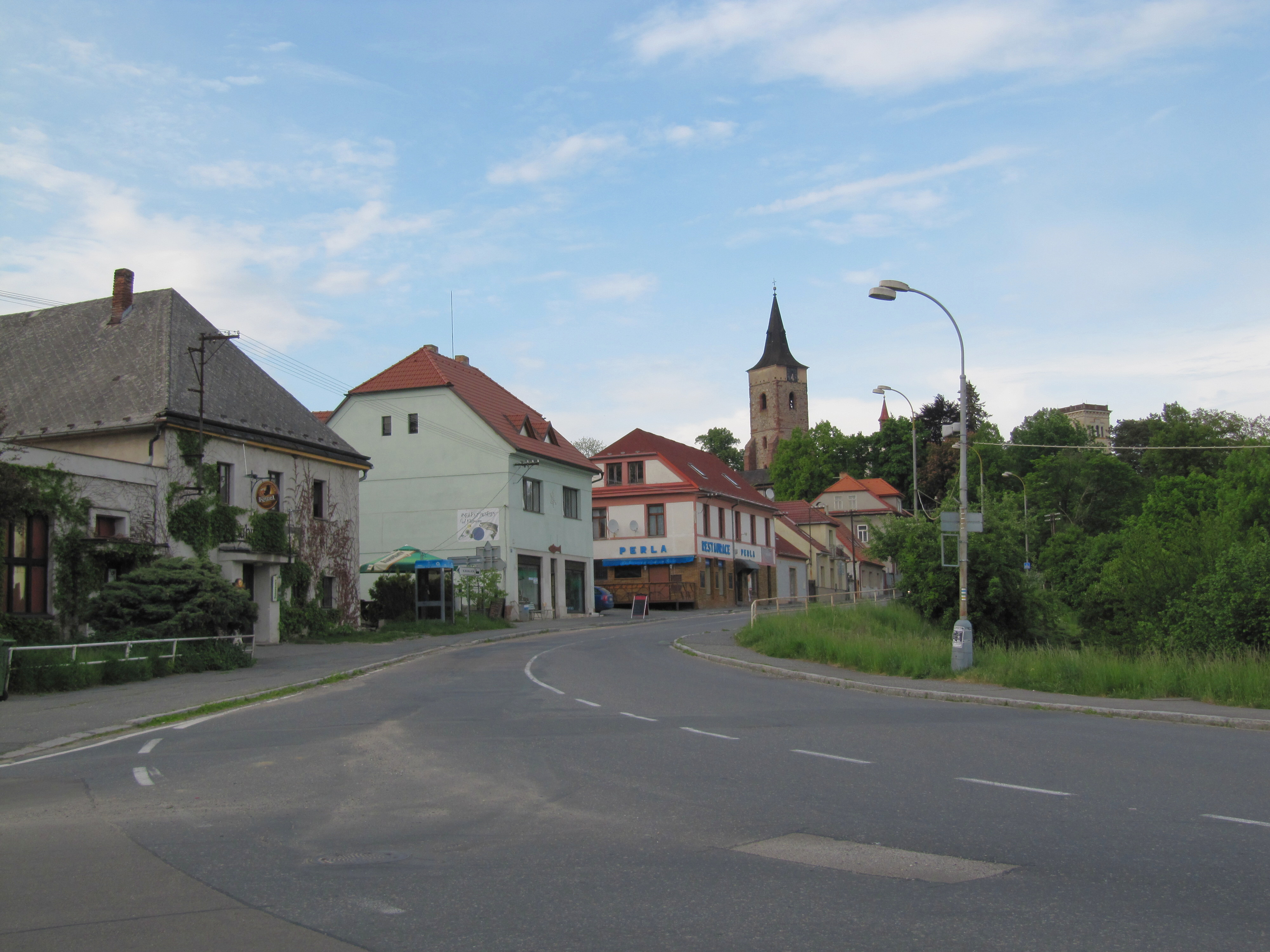
Černé Budy (2012)

Černé Budy (deutsch Klosterdorf, auch Schwarzbuda) ist ein Ortsteil der Stadt Sázava im Středočeský kraj (Region Mittelböhmen) in Tschechien. Er liegt am rechten Ufer des Flusses Sázava.

## Geschichte
Die erste schriftliche Erwähnung des Dorfes stammt aus dem Jahr 1053. Im Jahre 1788 wurde der Ort als Buda, 1844 als Schwarz-Buda bezeichnet.
Am 3. März 1991 hatte der Ort 602 Einwohner, beim Zensus von 2001 lebten in den 244 Häusern von Černé Budy 655 Personen.

## Ortsgliederung
Černé Budy bildet einen Katastralbezirk. Zu Černé Budy gehört die Ansiedlung Čertova Brázda, auch Brázda sv. Prokopa.

## Sehenswürdigkeiten
- Im Ort befindet sich das Kloster Sázava (auch Sankt-Prokops-Kloster genannt) mit einer Sankt Prokop geweihten Kirche.